# Бондаренко, Павел Владимирович
Павел Владимирович Бондаренко (род. 1981, Севастополь, Крымская область, Украинская ССР, СССР) — украинский и российский серийный убийца, совершивший не менее 5 убийств, сопряжённых с изнасилованиями, на территории Севастополя в период с 1 июля 2007 по 1 сентября 2015 года. В 2017 году Бондаренко был признан виновным по всем пунктам обвинения и получил в качестве уголовного наказания пожизненное лишение свободы. Это был первый и, по состоянию на 2025 год, единственный пожизненный приговор, вынесенный в Севастополе с момента аннексии Россией в 2014 году. Дело Бондаренко представляет собой уникальный случай. Расследование преступлений Павла Бондаренко велось следственным управлением Следственного комитета РФ по городу Севастополя, которое было создано 25 марта 2014 года, в то время как большую часть своих преступлений Бондаренко совершил, когда Севастополь находился в составе Украины. Свою вину Павел Бондаренко в конечном счете не признал.

## Биография

### Детство и юность
О ранних годах жизни Павла Бондаренко известно крайне мало. Родился в 1981 году на территории Севастополя. Имел брата. В детские и юношеские годы Павел в силу интровертности не был популярен в школе и округе, в отличие от своего брата, который имел множество друзей, подруг и был известен в округе своими эксцентричными выходками. После окончания школы Бондаренко женился на одной из местных девушек, которая в браке родила ему четырех детей. В 2000-х годах Павел Бондаренко освоил ряд специальностей в строительной сфере. В последующие годы он зарабатывал на жизнь, работая в строительных бригадах и делая евроремонты. Родственники, друзья и знакомые характеризовали Павла крайне положительно. Он не был замечен в проявлении девиантного поведения и никогда не подвергался арестам и уголовной ответственности.

### Убийства
Во время совершения убийств Бондаренко продемонстрировал выраженный ему образ действия. В ходе нападения на своих жертв, Павел угрожал им физической расправой, после чего подвергал их сексуальному насилию и убивал посредством удушения. После совершения убийств он похищал у своих жертв деньги и ювелирные изделия, ряд из которых впоследствии дарил своей собственной жене.
Первое убийство Павел Бондаренко совершил ночью 1 июля 2007 года. Его жертвой стала одна из его знакомых девушек, которую он встретил на улице Шабалина в Севастополе. Девушка находилась в состоянии алкогольного опьянения. Бондаренко в ходе разговора с ней уговорил ее позволить ему проводить ее до дома. Удостоверившись, что на улице отсутствуют другие пешеходы, Бондаренко совершил на нее нападение, в ходе которого избил ее, изнасиловал и задушил. Во время расследования Павел Бондаренко никогда не подозревался в совершении этого преступления. В совершении этого убийства он признался лишь спустя 13 лет, в 2022 году.

Второе убийство было совершено поздним вечером 17 января 2009 года на улице Адмирала Макарова. Жертвой стала 60-летняя пенсионерка, которую Павел избил, изнасиловал и задушил. У погибшей были похищены серебряная цепочка с крестом и мобильный телефон. Бондаренко впоследствии так описывал некоторые обстоятельства совершения убийства:
Боясь, что меня найдут, я снял с нее до конца одежду верхнюю и оттащил в яму, которая была там. После этого я быстрым бегом добежал до Матроса Кошки.
16 декабря 2010 года Павел Бондаренко поздно вечером, возвращаясь к себе домой, на проспекте Победы совершил нападение на 26-летнюю девушку, которую он также изнасиловал и задушил. Ее тело он оставил полностью обнаженным в луже. Жертва убийства возвращалась со свидания с молодым человеком и не дошла до собственного дома всего лишь 150 метров.
1 февраля 2011 года Павел Бондаренко совершил попытку еще одного убийства, однако его жертва оказала ему ожесточенное сопротивление и осталась в живых. В тот день Павел ехал в одном маршрутном такси с девушкой, на которой приметил ювелирные украшения. Он вышел за ней на остановке «Проспект Победы», после чего проследовал за ней до домов, расположенных по улице Акмолинской. Убедившись в отсутствии свидетелей, он совершил нападение на девушку, в ходе которого повалил ее на землю, попытался изнасиловать и убить. Жертва нападения оказала ему яростное сопротивление, в ходе которого укусила нападавшего за кисть руки, вследствие чего смогла вырваться. После того, как девушка стала кричать и звать на помощь, Бондаренко, опасаясь разоблачения, скрылся.
Следующее убийство он совершил 23 декабря 2014 года в районе парка Победы. Жертвой серийного убийцы стала молодая рыжеволосая студентка, которую он под угрозой оружия изнасиловал и задушил.
Последнее известное следствию убийство было совершено 1 сентября 2015 года у дома по улице Хрусталева. Его последней жертва стала 37-летняя местная жительница.

### Расследование
Первоначально расследованием преступлений Павла Бондаренко занимались правоохранительные органы Украины. В 2009 году, после совершения убийства 60-летней пенсионерки, Павел Бондаренко попал в число подозреваемых и был задержан. Во время совершения убийства, жертва несмотря на свой пожилой возраст оказала преступнику ожесточенное сопротивление и нанесла ему травму. Кровь Бондаренко оказалась на брюках жертвы, однако украинские следователи по какой-то причине не назначили проведение ДНК-экспертизы для установления личности нападавшего, вследствие чего Бондаренко вскоре вынуждены были отпустить за недостаточностью доказательств. После аннексии Крыма Российской Федерацией и создания в марте 2014 года «Следственного управления Следственного комитета РФ по городу Севастополь», расследованием серии убийств стали заниматься правоохранительные органы России. После совершения последнего убийства с помощью новейшей криминалистической техники специалистами-генетиками была проведена ДНК-экспертиза в лаборатории «Главного управления криминалистики СК России», по результатам которой было установлено, что генотипический профиль ДНК Павла Бондаренко совпадает с генотипическим профилем преступника, чьи биологические следы были выявлены на месте совершения убийства 60-летней пенсионерки, которое Бондаренко совершил 17 января 2009 года. Аналогичное совпадение генотипического профиля ДНК Бондаренко  с генотипическим профилем преступника было выявлено криминалистами во время проведения ДНК-экспертизы биологических следов убийцы, обнаруженных и на месте совершения двух других убийств. На основании этих улик, Павел Бондаренко был арестован во дворе своего дома 21 января 2016 года при содействии сотрудников спецподразделения ОМОН «Беркут» и уголовного розыска УМВД России по городу Севастополю.

Старший помощник руководителя следственного управления СК РФ по городу Севастополю Ольга Постнова так впоследствии прокомментировала ход расследования убийств, которые совершил Павел Бонаренко:
Расследуя убийства женщин в 2014 и 2015 годов, которые были совершены уже при нашем ведомстве, мы подняли весь пласт нераскрытых убийств, совершенных в прошлые годы при Украине. Криминалисты пытались понять — серия это или нет. Разбили их по категориям - месту и способу совершения преступления, характеристикам жертв, досконально изучая каждое преступление. По большинству «украинских висяков» проводили экспертизы. Одна из таких экспертиз — анализ ДНК — позволила следователям в кратчайшие сроки — спустя три месяца после последнего преступления — выяснить личность севастопольского маньяка-душителя, который, как выяснилось, «наследил» в четырех убийствах.
Пресс-служба Следственного комитета впоследствии дала пояснение СМИ о том, что в Уголовно-процессуальном кодексе РФ существует такая норма, как «срок предварительного следствия», которая в течение 2 месяцев обязывает правоохранительные органы принять все возможные усилия для установления обстоятельств преступления и установления личности преступника, в то время как в уголовно-процессуальном законодательстве Украины такой нормы якобы не существовало, вследствие чего расследование уголовных дел на территории Украины затягивалось на неопределенный срок, в течение которого преступники имели возможность запутать следы, уничтожить улики и скрыться.
После ареста Павел признался в совершении 4 убийств и написал явку с повинной. В ходе допросов он заявил, что во время выбора жертв для него существовало никаких критериев. Возраст, детали внешности не имели для него никакого значения. Бондаренко утверждал, что совершал преступления, пребывая в состоянии алкогольного опьянения в тот момент, когда он и его жертва оказывались в позднее время суток в безлюдном месте. После ареста адвокат Павла подал ходатайство о проведении судебно-медицинской экспертизы, которое было удовлетворено. По результатам экспертизы Бондаренко был признан вменяемым. Узнав об этом, Бондаренко вскоре отказался от своих признательных показаний, данных им ранее, и заявил о своей непричастности к совершению убийств, несмотря на то, что ранее во время проведения следственных экспериментов на местах совершения убийств показал и рассказал следствию об обстоятельствах совершенных им преступлений.

### Первый суд
Судебный процесс начался в феврале 2017 года и продлился почти 9 месяцев. В ходе судебного процесса было допрошено более 50 свидетелей, исследованы сотни доказательств, а объем уголовного дела в конечном итоге составил 40 томов. В конечном итоге Павлу Бондаренко были предъявлены обвинения в совершении четырех убийств, сопряженных с изнасилованием, трех изнасилований и одного покушения на изнасилование, насильственных действий сексуального характера, а также обвинения в совершении двух краж. 15 декабря 2017 года Бондаренко был признан виновным по всем инкриминируемым ему обвинениям, после чего Севастопольский городской суд назначил ему уголовное наказание в виде пожизненного лишения свободы. После осуждения Павел Бондаренко направил в Верховный суд РФ кассационную жалобу, которая в мае 2018 года была отклонена и решение суда о пожизненном лишении свободы осталось в силе.

### Второй суд
В 2022 году сотрудники следственного управления СК РФ по городу Севастополю на основании ДНК-экспертизы установили причастность Бондаренко к его первому по счету убийству, которое  было совершено 1 июля 2007 года. Вследствие этого Павел Бондаренко покинул территорию исправительной колонии и спустя 4 года вернулся в Севастополь. 7 ноября 2022 года Гагаринский районный суд Севастополя признал его виновным в совершении этого убийства, после чего назначил ему уголовное наказание в виде 13 лет лишения свободы, которое было поглощено его пожизненным сроком.